# Válka v Kosovu
Válka v Kosovu (albánsky Lufta e Kosovës; srbsky Косовски рат, Kosovski rat) byl ozbrojený konflikt v Kosovu, který trval od 28. února 1998 do 11. června 1999. Bojovalo se mezi silami Svazové republiky Jugoslávie, která Kosovo před válkou kontrolovala, a kosovskoalbánskými separatistickými milicemi známými jako Kosovská osvobozenecká armáda (UÇK). Konflikt skončil, když Severoatlantická aliance (NATO) zasáhla zahájením leteckých úderů v březnu 1999, které vyústily ve stažení jugoslávských sil z Kosova.
UÇK vznikla na počátku 90. let 20. století s cílem bojovat proti diskriminaci etnických Albánců a potlačování politického disentu ze strany srbských úřadů, které začalo po potlačení autonomie Kosova a dalších diskriminačních politik vůči Albáncům srbským vůdcem Slobodanem Miloševičem v roce 1989. UÇK zahájila svou první kampaň v roce 1995 poté, co byl případ Kosova vynechán z Daytonské dohody a bylo jasné, že strategií mírového odporu prezidenta Rugovy se nepodařilo dostat Kosovo do mezinárodní agendy. V červnu 1996 se skupina přihlásila k odpovědnosti za sabotáže zaměřené na kosovské policejní stanice během kosovského povstání. V roce 1997 získala organizace velké množství zbraní pašováním zbraní z Albánie po občanské válce, při které byly uloupeny zbraně z policejních a armádních stanovišť v zemi. Počátkem roku 1998 vedly útoky UÇK proti jugoslávským úřadům v Kosovu ke zvýšené přítomnosti srbských polovojenských jednotek a pravidelných sil, které následně začaly vést odvetnou kampaň zaměřenou na sympatizanty a politické odpůrce UÇK; tato kampaň zabila 1 500 až 2 000 civilistů a bojovníků UÇK a do března 1999 vysídlila 370 000 kosovských Albánců.
20. března 1999 jugoslávské síly zahájily masivní kampaň represí a vyhnání kosovských Albánců po stažení Kosovo Verification Mission OBSE (KVM) a neúspěchu navrhované Rambouilletské dohody. V reakci na to NATO zasáhlo leteckou bombardovací kampaní, která začala 24. března, a ospravedlnila to humanitárními důvody. Válka skončila dohodou z Kumanova, podepsanou 9. června 1999, kdy jugoslávské a srbské síly souhlasily se stažením z Kosova, aby se uvolnilo místo pro mezinárodní přítomnost. Síly NATO vstoupily do Kosova 12. června. Bombardovací kampaň NATO zůstala kontroverzní. Nezískala souhlas Rady bezpečnosti OSN a způsobila nejméně 488 úmrtí jugoslávských civilistů včetně značných úmrtí kosovských uprchlíků.
V roce 2001 Nejvyšší soud pod správou OSN se sídlem v Kosovu zjistil, že docházelo k systematické teroristické kampani, včetně vražd, znásilňování, žhářství a krutého špatného zacházení proti albánskému obyvatelstvu, a že se je jugoslávské jednotky pokusily vytlačit z Kosova, ale ne vymýtit, a proto se nejednalo o genocidu. Po válce byl sestaven seznam, který dokumentoval, že během dvouletého konfliktu bylo zabito nebo zmizelo přes 13 500 lidí. Jugoslávské a srbské síly způsobily vysídlení 1,2 milionu až 1,45 milionu kosovských Albánců. Po válce uprchlo z Kosova asi 200 000 Srbů, Romů a dalších nealbánců a mnoho ze zbývajících civilistů se stalo obětí zneužívání.
Kosovská osvobozenecká armáda se brzy po skončení války rozpadla, někteří její členové pokračovali v boji za UÇPMB v preševské dolině a jiní se připojili k Národní osvobozenecké armádě (NLA) a Albánské národní armádě (ANA) během ozbrojeného etnického konfliktu v Makedonii, zatímco jiní pokračovali ve vytvoření kosovské policie.
Mezinárodní trestní tribunál pro bývalou Jugoslávii (ICTY) odsoudil šest srbských/jugoslávských představitelů a jednoho albánského velitele za válečné zločiny.

## Periodizace
Konflikt v Kosovu lze rozdělit do dvou fází:
1. 1998–1999: operace ozbrojených sil Svazové republiky Jugoslávie s cílem zničit Kosovskou osvobozeneckou armádu, která prostřednictvím politického i ozbrojeného boje získávala stále větší podporu mezi kosovskoalbánským obyvatelstvem.
2. 24. března – 10. června 1999: Invaze jednotek NATO na území celé Svazové republiky Jugoslávie, v rámci které byly bombardovány vojenské cíle i civilní cíle (obytné oblasti, vesnice, civilní vlaky) a statní instituce vč. budovu radikální politické strany Slobodana Miloševiće. Údery letectva NATO nakonec znemožnily logistickou podporu jugoslávské armády na území Kosova a donutily jugoslávské představitele stáhnout armádu z území Kosova a přenechat oblast mezinárodní správě.

## Průběh války

### Začátek 90. let a nespokojenost albánského obyvatelstva
Na začátku 90. let chtělo Kosovo následovat další jugoslávské republiky, které se vyčleňovaly z jednotného státu. Proto byla v roce 1990 vyhlášena Kosovská republika jako sedmá republika SFRJ. Získala i vlastní ústavu, schválenou ve městě Kačanik u makedonských hranic. O rok později vyhlásila Kosovská republika nezávislost. V referendu z 30. září 1991 rozhodlo 99 procenta hlasujících o vytvoření samostatného státu. Celý proces byl však podle jugoslávské ústavy oprávněně nelegální a nezávislé Kosovo nikdo neuznal.
Svazová republika Jugoslávie byla v průběhu 90. let ekonomicky vyčerpána z důvodů vleklé hospodářské krize z 80. let, válek vedených na území Slovinska, Chorvatska a Bosny a Hercegoviny i ekonomické transformace, která skončila koncentrací bohatství a úspor jugoslávských občanů v rukou několika málo zločineckých podnikatelů a firem. Autonomní oblast Kosovo, která patřila k nejchudším v socialistické Jugoslávii a kde probíhal již od roku 1966 skrytý politický konflikt mezi srbským a albánským obyvatelstvem, tím byla velmi těžce postižena. Nespokojenost s vládou Slobodana Miloševiće byla rozsáhlá, a to i přesto, že v polovině 90. let se tehdejší Miloševićova vláda pokoušela získat sympatie albánského obyvatelstva rozsáhlými ústupky. Tento obrat uskutečnila Miloševićova vláda poté, co zavedla na počátku 90. let centrální správu oblasti z Bělehradu a rozhodným způsobem oklestila desítky let budovanou autonomii albánské většiny v Kosovu.

### Začátek konfliktu
K jednotlivým střetům mezi jednotkami UÇK a jugoslávskou policií docházelo již v průběhu roku 1996. Jednalo se však o ojedinělé útoky a mezinárodní média jim nevěnovala větší pozornost.
Roku 1997 území Kosova prakticky ovládla Kosovská osvobozenecká armáda; ta se stavěla proti Srbům i proti Albáncům, kteří podporovali srbskou správu. V prosinci téhož roku podnikla Kosovská osvobozenecká armáda sérii teroristických útoků proti policejním stanicím.

### Eskalace střetu mezi jugoslávskou armádou a UÇK

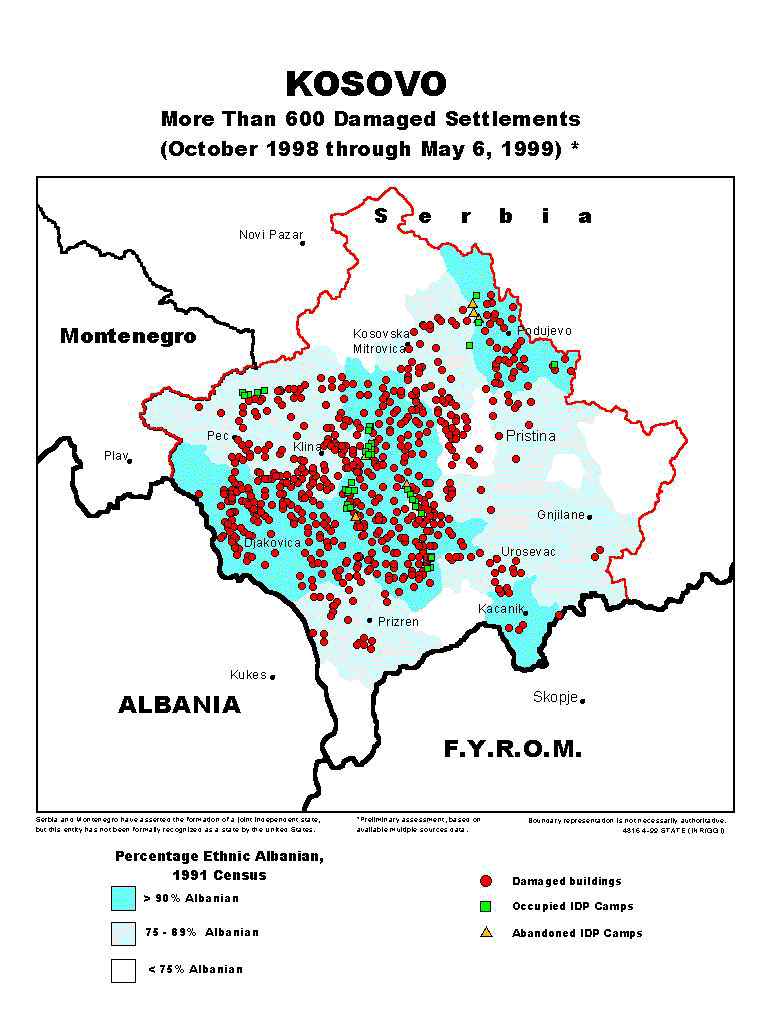
Vesnice, které byly částečně nebo zcela vypáleny během konfliktu.

Jugoslávská vláda se ve snaze udržet nadvládu nad územím Kosova rozhodla povolat na území autonomní oblasti armádu, která zahájila bojové operace na území celého Kosova. Tato skutečnost však paradoxně vedla k tomu, že více Albánců se postavilo na stranu Kosovské osvobozenecké armády a bojovalo proti jugoslávskému vojsku. V průběhu války obě strany páchaly teroristické akty vůči civilnímu obyvatelstvu a vyháněly lidi z domovů. V září roku 1998 zasedala Rada bezpečnosti OSN i vedení NATO. Dne 13. října 1998 se Richard Holbrooke sešel s Miloševićem a dal mu ultimátum, aby bylo podepsáno příměří a jugoslávská armáda stažena z Kosova. Díky tomu Kosovská osvobozenecká armáda obsadila zpět své pozice a začala s prvními velkými čistkami. Milošević přistoupil na některé ústupky, jako bylo např. snížení počtu jugoslávských vojáků v Kosovu.
V průběhu celého roku 1998 probíhaly na území Kosova ostré boje mezi jugoslávskou armádou a Kosovskou osvobozeneckou armádou. Jugoslávská armáda boj s kosovskými povstalci prohrávala; bojovníci Kosovské osvobozenecké armády měli ze zahraničí zajištěnu kvalitní výzbroj a jejich motivace k boji byla mnohem vyšší. Jugoslávská armáda se naopak potýkala se zaostalou technikou a vybavením, jugoslávská ekonomika pak s hospodářskými sankcemi, které na ni uvalila Evropská unie. Boje se odehrávaly především v jihozápadní části Kosova.
V té době však paradoxně americké ministerstvo obrany prohlásilo, že nemá zájem nikterak v Kosovu intervenovat a označilo Kosovskou osvobozeneckou armádu za teroristickou organizaci.
Jugoslávští představitelé byli z dané situace značně znepokojeni, a proto bylo v červnu 1998 vysláno do Kosova další vojsko a policejní kontingent v počtu 50 000 lidí. Zatímco v západoevropských médiích byli jugoslávští vojáci vykreslováni jako vykonavači brutálních masakrů, jugoslávští představitelé tvrdili, že je vojenská operace nesmírně nákladnou záležitostí, která stojí Bělehrad dva miliony USD denně. Do poloviny roku 1998 si boje v Kosovu vyžádaly 700 mrtvých a na 265 000 vyhnaných. Počet uprchlíků byl nicméně předmětem sporů. Zatímco v Albánii a mezi kosovskými Albánci se mluvilo o 400 000 lidech, jugoslávské zdroje přiznávaly 140 000 vyhnaných.

### Masakr v Raçaku a zapojení NATO

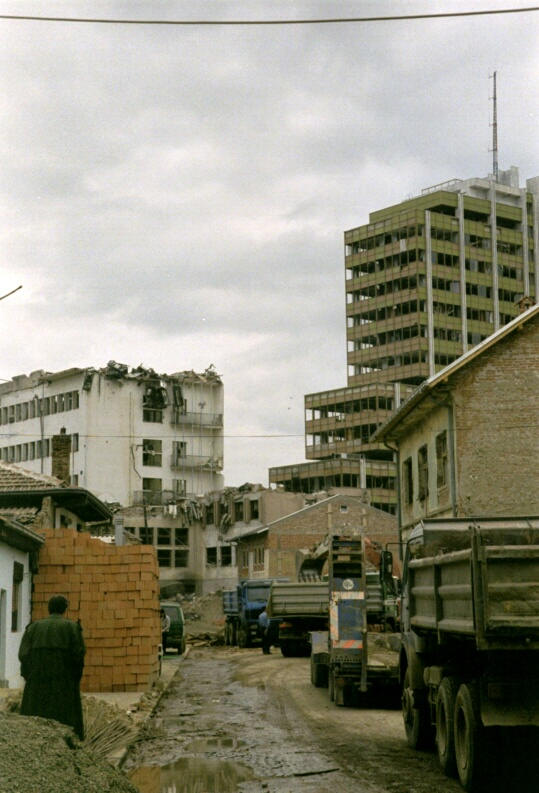
Válkou zničené centrum Prištiny.

16. ledna 1999 došlo k údajnému masakru v Račaku, při němž mělo zahynout 40-45 Albánců. Incident měl za následek zvýšený tlak západních mocností na SRJ s cílem stažení srbské armády z Kosova. Jugoslávská strana tvrdila, že masakr byl zinscenovaný s cílem donutit jakýmkoliv způsobem jugoslávskou armádu ke stažení z Kosova. V době incidentu se kontingent jugoslávského vojska na území Kosova postupně navyšoval, a to z 18 000 jednotek v říjnu 1998 až na 29 000 na konci března 1999.
6. února 1999 byla na zámku Rambouillet ve Francii zahájena jednání mezi albánskými a srbskými představiteli v Kosovu. Za jugoslávskou stranu se jednání účastnil Slobodan Milošević a za albánskou Ibrahim Rugova. Jednání však skončila fiaskem, neboť zatímco jugoslávská strana nabízela širokou autonomii Albáncům v rámci Jugoslávie, kosovští Albánci požadovali výhradně a pouze nezávislost. Jednání se opakovala ještě jednou v Paříži a nakonec dne 22. března 1999 se setkali Milošević a Richard Holbrooke v Bělehradě.
Po krachu jednání se NATO kvůli pokračujícím násilným akcím srbské armády rozhodlo pro leteckou kampaň, známou jako tzv. Operace Spojenecká síla, v rámci níž bylo bombardováno území Svazové republiky Jugoslávie. 24. března 1999 zahájila vojska NATO vzdušné údery proti Srbsku, které trvaly do 10. června 1999 a byly manifestací vojenských schopností Spojených států. Zásah schválila Rada bezpečnosti OSN, která situaci v Kosovu označila za hrozbu pro mezinárodní mír a bezpečnost v tamní oblasti, ale v důsledku veta ze strany Ruské federace a Číny nebyla schválena další rezoluce, která by dala zmocnění užít všech nezbytných prostředků. Podle některých autorů jde tedy o válku nelegální, podle jiných je však obhajitelná obecně přijímanou teorií přirozeného práva, které je nadřazené právu pozitivistickému, jak bylo např. konstatováno v Norimberském procesu. Tehdejší prezident USA Bill Clinton hovořil o nutnosti postavit se na stranu trpících obětí a tím zajistit mír, svobodu a stabilitu v Evropě. Cílem bombardování ze strany NATO bylo donutit jugoslávskou vládu k ústupkům a stažení z Kosova. To se po třech měsících nakonec podařilo. V samotném Srbsku a Černé Hoře však bylo bombardování považováno za akt agrese nikoliv proti jugoslávské vládě, nýbrž přímo proti jugoslávskému obyvatelstvu. Během bombardování zintenzivnila jugoslávská armáda své operace v Kosovu nebývalou silou, což dále vedlo představitele NATO k zintenzivnění bombardování Srbska a Černé Hory. Tehdejší americký prezident Bill Clinton prohlásil, že NATO "muselo jednat", neboť jugoslávská armáda zahájila "ofenzivu vůči Albáncům". Ministerstvo zahraničí USA nicméně v několika svých zprávách, které vyšly nedlouho před vyjádřením prezidenta Clintona, uvedlo, že jugoslávská armáda sice zasahuje v oblastech, kde je Kosovská osvobozenecká armáda aktivní, nedochází však k žádné rozhodné ofenzivě.
V květnu 1999 docházelo k rozsáhlému vyhánění kosovskoalbánského obyvatelstva z Kosova. Podle některých zdrojů zemi opustilo 200 000 kosovských Albánců, podle dalších zdrojů bylo uprchlíků podstatně více, celkové odhady se pohybují okolo 1,2 milionu vyhnaných civilistů, až k 1,45 milionů, vyhnána tedy byla majorita civilního obyvatelstva Kosova. Docházelo také k rozsáhlým případům znásilňování.
Válka skončila dne 10. června 1999 poté, co se jugoslávská armáda stáhla z oblasti a Kosovo bylo dáno pod mezinárodní správu. Protože převažují nepotvrzené nebo zpochybněné důvody pro vedení války, je považována za válku nelegitimní.

### Výzva papeže
Agentura AFP 1. dubna 1999 přinesla zprávu o výzvě papeže Jana Pavla II. k vojenským nepřátelům o pokoji zbraní během Velikonoc. Papež vyzval v dopisech jugoslávského prezidenta Slobodana Miloševiće, amerického prezidenta Billa Clintona a generálního tajemníka NATO Javiera Solanu. Hlavní představitel Vatikánu pro zahraniční věci Jean-Louis Tauran se na hodinu setkal v Bělehradě se Slobodanem Miloševićem, aby mu doručil osobní toto poselství od papeže.

## Následky
Jugoslávské a srbské síly způsobily vysídlení 1,2 milionu až 1,45 milionu kosovských Albánců. Po skončení války v červnu 1999 se řada albánských uprchlíků začala vracet domů ze sousedních zemí. Do listopadu 1999 se podle Úřadu vysokého komisaře OSN pro uprchlíky vrátilo 848 100 z 1 108 913.
Podle sčítání lidu v Jugoslávii z roku 1991 bylo z téměř 2 milionů obyvatel Kosova v roce 1991 194 190 Srbů, 45 745 Romů a 20 356 Černohorců. Podle Human Rights Watch uprchlo z Kosova během války a po ní 200 000 Srbů a tisíce Romů. Byly vypáleny domy menšin a zničeny pravoslavné kostely a kláštery. Jugoslávský Červený kříž rovněž do 26. listopadu zaregistroval 247 391 převážně srbských uprchlíků. Více než 164 000 Srbů opustilo Kosovo během sedmi týdnů, které následovaly po stažení jugoslávských a srbských sil z Kosova a po vstupu Kosovských sil pod vedením NATO (KFOR) do Kosova.
K dalšímu mezietnickému násilí došlo v letech 2000 a 2004.